# Yakovlev Yak-16
El Yakovlev Yak-16 (en ruso: Як-16; designación OTAN: Cork) fue un avión de transporte ligero bimotor fabricado por la oficina de diseño soviética Yakovlev después de la Segunda Guerra Mundial. Únicamente se construyeron dos prototipos, uno en versión comercial con capacidad para 10 pasajeros, y otro con fines militares, pero ninguno de los dos entró en producción debido a que el Antonov An-2 era más versátil.

## Variantes
Se construyeron 2 prototipos:
- Yak-16-1: versión civil de pasajeros.
- Yak-16-II: versión militar de entrenamiento y enlace, armado con 1 ametralladora pesada Berezin BS de 12,7 mm y tres soportes subalares para bombas.

## Usuarios
Unión Soviética
- Fuerza Aérea Soviética

## Especificaciones (Yak-16)

### Características generales
- Tripulación: dos pilotos
- Capacidad: 10 pasajeros
- Largo: 15,60 m
- Envergadura: 21,50 m
- Alto: 4,66 m
- Peso vacío: 5.200 kg
- Peso cargado: 6.400 kg
- Planta motriz: 2 × motores radiales Shvetsov ASh-21 de 700 CV (515 kW) cada uno

### Rendimiento
- Velocidad normal máxima: 600 km/h
- Autonomía: 1000 km
- Techo de vuelo: 5.000 m

### Aeronaves similares
- Junkers Ju 52
- Boeing 247
- Saab 90 Scandia
- Antonov An-2
- Lisunov Li-2